# Crash Love
Crash Love är det åttonde albumet av AFI som utgavs i slutet av september 2009.

## Låtlista
1. Torch Song
2. Beautiful Thieves
3. End Transmission
4. Too Shy To Scream
5. Veronica Sawyer Smokes
6. Okay, I Feel Better Now
7. Medicate
8. I Am Trying Very Hard To Be Here
9. Sacrilege
10. Darling, I Want To Destroy You
11. Cold Hands
12. It Was Mine

Deluxe Edition
1. Fainting Spells (From Decemberunderground Sessions 2006)
2. We've Got The Knife (Demo from Crash Love Sessions)
3. Where We Used To Play ( Demo from Crash Love Sessions)
4. 100 Words (From Sing The Sorrow Sessions 2003)

Exklusiva för Itunes
1. Too Late For Gods
2. Breathing Towers Of Heaven